# Nocera Terinese
Nocera Terinese är en ort och kommun i provinsen Catanzaro i regionen Kalabrien i Italien. Kommunen hade 4 800 invånare (2018).